# Aire marine protégée de Torre del Cerrano
L'aire marine protégée de Torre del Cerrano (en italien : Area marina protetta Torre del Cerrano) est une aire marine protégée des Abruzzes et de la mer Adriatique officiellement créée le 7 avril 2010 avec la publication de la loi fondatrice au Journal officiel italien. Elle est située entre les communes de Silvi et Pineto, dans la province de Teramo, et comprend une bande côtière d'environ 7 km, entre l'embouchure du ruisseau Calvano à Pineto et la Piazza dei Pini à Silvi , .

## Territoire
L'aire marine protégée s'étend sur 3 431 hectares (auxquels s'ajoutent un hectare de littoral) répartis en 3 zones de protection :
- Zone A : elle comprend le tronçon de mer en face de la tour de Cerrano et constitue la zone la plus restreinte ;
- Zone B : elle protège toute la zone de la plage et s'étend jusqu'à 2 km du littoral ;

Zone C : elle est la plus grande et a la forme d'un trapèze ; elle comprend une bande qui s'étend jusqu'à 3 milles marins et à l'intérieur de laquelle se trouvent les oasis de repeuplement piscicole de la province de Teramo.

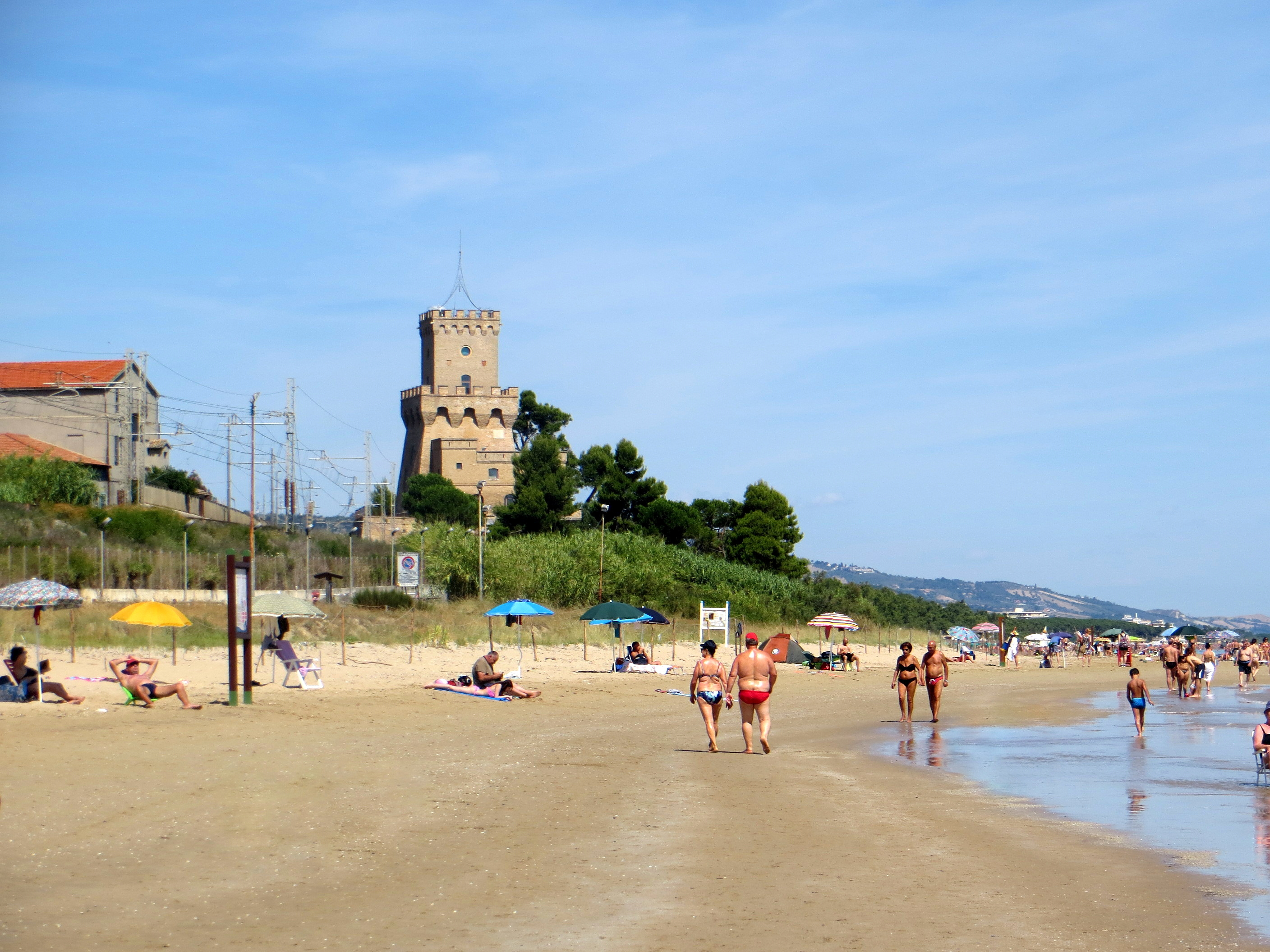
La plage de la Torre del Cerrano

La réserve protège une étendue de mer unique dans les Abruzzes, car elle est l'une des rares restantes où l'on peut trouver un environnement dunaire presque intact et en même temps on peut admirer les vestiges immergés d'un extrême intérêt archéologique et naturaliste de l'Antico porto di Atri (it) qui se trouvent à quelques kilomètres de la côte.

## Historique
Dans cette zone se trouvait l'ancien port de Carrano de la ville d'Atri, un port d'origine romaine très important pour le commerce maritime des Abruzzes. Elle fut détruite par la république de Venise ainsi que presque tous les ports de la mer Adriatique.
Une renaissance s'opère avec Charles Quint, qui décide de construire un système efficace de protection contre les invasions sarrasines sur les côtes du royaume, constitué de tours de guet visibles les unes des autres, afin de pouvoir communiquer rapidement. La zone de l'ancien port a été choisie comme lieu pour construire l'une des tours de guet : la tour de Cerrano. Cette tour est le symbole de Silvi et Pineto depuis plus de 500 ans et a donné son nom à la zone marine protégée.
L'histoire de l'aire protégée remonte aux années 1990 et 2000. En février 2008 , le consortium de gestion de l'aire marine protégée de Torre del Cerrano a été créé, acte préparatoire à la publication du décret ministériel créant le parc marin. Le processus a commencé en 1997 lorsque le parc marin de Torre di Cerrano a été inclus dans la loi 334. Après de nombreuses années, grâce à l'engagement constant des administrations locales et surtout à l'implication des associations et des acteurs, le 7 avril 2010, le décret du ministère de l'Environnement et du Territoire et de la Mer du 21 octobre a été publié au Journal officiel de la République italienne 2009, création de la zone marine protégée de Torre del Cerrano .

## Flore
La zone dunaire présente une végétation psammophile : le lis maritime, la molène noire (Verbascum niveum) et le liseron des dunes (Calystegia soldanella) sont présentes sur les plages.
La pinède est caractérisée par le pin parasol  et le pin d'Alep, ainsi que par le rare safran des plages.

## Faune
Le milieu dunaire de l'aire marine est caractérisé par la présence du pluvier à collier, qui arrive dans ces endroits au printemps pour nicher, puis repart en automne. Le milieu marin est en revanche peuplé de palourdes communes, de daurades, de bars communs et surtout du rare mollusque gastéropode Trivia adriatica.